# 北緯7度線
北緯7度線（ほくい7どせん）は、地球の赤道面より北に地理緯度にして7度の角度を成す緯線。アフリカ、インド洋、南アジア、東南アジア、太平洋、中央アメリカ、南アメリカ、大西洋を通過する。
この緯度の下では、夏至点時の可照時間は12時間32分で、冬至点時は11時間43分である。。

## 通過する地域一覧
北緯7度線は、本初子午線から東に向かって以下の場所を通っている。
| 地理座標                                             | 国土・領土・領海 | 備考 |
| ---------------------------------------------------- | ---------------- | --- |
| 北緯7度0分 東経0度0分 / 北緯7.000度 東経0.000度      | ガーナ           | ヴォルタ湖を通過。                                                                                            |
| 北緯7度0分 東経0度33分 / 北緯7.000度 東経0.550度     | トーゴ           | |
| 北緯7度0分 東経1度38分 / 北緯7.000度 東経1.633度     | ベナン           | |
| 北緯7度0分 東経2度44分 / 北緯7.000度 東経2.733度     | ナイジェリア     | |
| 北緯7度0分 東経10度7分 / 北緯7.000度 東経10.117度    | カメルーン       | 約6km |
| 北緯7度0分 東経10度10分 / 北緯7.000度 東経10.167度   | ナイジェリア     | |
| 北緯7度0分 東経10度33分 / 北緯7.000度 東経10.550度   | カメルーン       | 約17km |
| 北緯7度0分 東経10度42分 / 北緯7.000度 東経10.700度   | ナイジェリア     | |
| 北緯7度0分 東経11度40分 / 北緯7.000度 東経11.667度   | カメルーン       | |
| 北緯7度0分 東経15度9分 / 北緯7.000度 東経15.150度    | 中央アフリカ     | |
| 北緯7度0分 東経26度3分 / 北緯7.000度 東経26.050度    | 南スーダン       | |
| 北緯7度0分 東経34度16分 / 北緯7.000度 東経34.267度   | エチオピア       | |
| 北緯7度0分 東経47度1分 / 北緯7.000度 東経47.017度    | ソマリア         | |
| 北緯7度0分 東経49度22分 / 北緯7.000度 東経49.367度   | インド洋         | |
| 北緯7度0分 東経72度52分 / 北緯7.000度 東経72.867度   | モルディブ       | 北チラッドフンマシー環礁                                                                                      |
| 北緯7度0分 東経72度58分 / 北緯7.000度 東経72.967度   | インド洋         | ラッカディブ海 - ケラー島（ モルディブ）のちょうど北を通過。                                                  |
| 北緯7度0分 東経79度52分 / 北緯7.000度 東経79.867度   | スリランカ       | コロンボのちょうど北を通過。                                                                                  |
| 北緯7度0分 東経81度52分 / 北緯7.000度 東経81.867度   | インド洋         | ベンガル湾 |
| 北緯7度0分 東経93度42分 / 北緯7.000度 東経93.700度   | インド           | アンダマン・ニコバル諸島 - 大ニコバル島                                                                       |
| 北緯7度0分 東経93度57分 / 北緯7.000度 東経93.950度   | インド洋         | アンダマン海                                                                                                  |
| 北緯7度0分 東経99度40分 / 北緯7.000度 東経99.667度   | タイ             | |
| 北緯7度0分 東経100度45分 / 北緯7.000度 東経100.750度 | タイランド湾     | |
| 北緯7度0分 東経103度2分 / 北緯7.000度 東経103.033度  | 南シナ海         | |
| 北緯7度0分 東経116度43分 / 北緯7.000度 東経116.717度 | マレーシア       | ボルネオ島、サバ州 - 約6km                                                                                    |
| 北緯7度0分 東経116度47分 / 北緯7.000度 東経116.783度 | 南シナ海         | マルドゥ湾 |
| 北緯7度0分 東経117度7分 / 北緯7.000度 東経117.117度  | マレーシア       | ボルネオ島、サバ州 - 約3km                                                                                    |
| 北緯7度0分 東経117度9分 / 北緯7.000度 東経117.150度  | スールー海       | マラワリ島（ マレーシア）のちょうど南を通過。                                                                 |
| 北緯7度0分 東経118度25分 / 北緯7.000度 東経118.417度 | フィリピン       | Cagayan de Sulu                                                                                               |
| 北緯7度0分 東経118度31分 / 北緯7.000度 東経118.517度 | スールー海       | |
| 北緯7度0分 東経121度55分 / 北緯7.000度 東経121.917度 | フィリピン       | ミンダナオ島 (サンボアンガ半島地方)                                                                           |
| 北緯7度0分 東経122度11分 / 北緯7.000度 東経122.183度 | セレベス海       | モロ湾 - サコル島（ フィリピン）のちょうど北を通過。                                                          |
| 北緯7度0分 東経123度59分 / 北緯7.000度 東経123.983度 | フィリピン       | ミンダナオ島                                                                                                  |
| 北緯7度0分 東経125度30分 / 北緯7.000度 東経125.500度 | ダバオ湾         | |
| 北緯7度0分 東経125度43分 / 北緯7.000度 東経125.717度 | フィリピン       | サマル島 |
| 北緯7度0分 東経125度47分 / 北緯7.000度 東経125.783度 | ダバオ湾         | |
| 北緯7度0分 東経125度59分 / 北緯7.000度 東経125.983度 | フィリピン       | ミンダナオ島                                                                                                  |
| 北緯7度0分 東経126度27分 / 北緯7.000度 東経126.450度 | 太平洋           | フィリピン海                                                                                                  |
| 北緯7度0分 東経134度14分 / 北緯7.000度 東経134.233度 | パラオ           | ペリリュー州                                                                                                  |
| 北緯7度0分 東経134度16分 / 北緯7.000度 東経134.267度 | 太平洋           | チューク諸島（ ミクロネシア連邦）のちょうど南を通過。                                                         |
| 北緯7度0分 東経158度14分 / 北緯7.000度 東経158.233度 | ミクロネシア連邦 | パランペイ島(ポンペイ島のちょうど北を通過。)                                                                  |
| 北緯7度0分 東経158度15分 / 北緯7.000度 東経158.250度 | 太平洋           | アイリングラップ環礁（ マーシャル諸島）のちょうど南を通過。 マジュロ（ ミクロネシア連邦）のちょうど南を通過。 |
| 北緯7度0分 東経171度35分 / 北緯7.000度 東経171.583度 | マーシャル諸島   | アルノ環礁 |
| 北緯7度0分 東経171度45分 / 北緯7.000度 東経171.750度 | 太平洋           | ジカロン島及びアズエロ半島（共に パナマ）のちょうど南を通過。                                                 |
| 北緯7度0分 西経77度40分 / 北緯7.000度 西経77.667度   | コロンビア       | |
| 北緯7度0分 西経71度1分 / 北緯7.000度 西経71.017度    | ベネズエラ       | 約18km |
| 北緯7度0分 西経70度57分 / 北緯7.000度 西経70.950度   | コロンビア       | |
| 北緯7度0分 西経70度26分 / 北緯7.000度 西経70.433度   | ベネズエラ       | |
| 北緯7度0分 西経60度21分 / 北緯7.000度 西経60.350度   | 係争地域         | ガイアナによって実効支配されているが、 ベネズエラが領有権を主張している地域。                                 |
| 北緯7度0分 西経58度27分 / 北緯7.000度 西経58.450度   | ガイアナ         | ワケナーム島                                                                                                  |
| 北緯7度0分 西経58度23分 / 北緯7.000度 西経58.383度   | 大西洋           | |
| 北緯7度0分 西経11度37分 / 北緯7.000度 西経11.617度   | シエラレオネ     | |
| 北緯7度0分 西経11度27分 / 北緯7.000度 西経11.450度   | リベリア         | |
| 北緯7度0分 西経8度17分 / 北緯7.000度 西経8.283度     | コートジボワール | |
| 北緯7度0分 西経3度7分 / 北緯7.000度 西経3.117度      | ガーナ           | |